# Anthodioctes foersteri
Anthodioctes foersteri är en biart som först beskrevs av Urban 1998.  Anthodioctes foersteri ingår i släktet Anthodioctes och familjen buksamlarbin. Inga underarter finns listade i Catalogue of Life.